# 빅사과
빅사과(Bixa科)는 아욱목에 속하는 속씨식물과의 하나이다. 크론퀴스트 분류 체계는 전통적으로 이 과를 제비꽃목으로 분류했다. 그러나 최근에는 이전에 제비꽃목으로 분류했던 일부 과를 아욱목으로 이동하여 분류한다.
빅사과는 3개 속에 25종을 포함하고 있지만, 코클로스페르뭄속(Cochlospermum)은 별도의 코클로스페르뭄과로 분류하기도 한다. 이 과에서 가장 많이 알려진 종은 모식속인 빅사속(Bixa)에 속한 빅사로 이 종의 열매는 아나토(annatto)의 원료로 쓰인다.
이 과는 비록 작지만 나무와 초본식물 그리고 관목 등으로 다양하다. 모든 종이 자웅이주 식물이며, 꽃받침은 5장이다. 빅사과 종은 모두 붉은색, 오렌지색 또는 노란색의 유액을 분비한다.

## 하위 속
- 아모레욱시아속 (Amoreuxia) - yellowshow
- 빅사속 (Bixa) - 빅사
- 코클로스페르뭄속 (Cochlospermum)